# Liste des épisodes de Steven Universe
 (mai 2019).
Si vous disposez d'ouvrages ou d'articles de référence ou si vous connaissez des sites web de qualité traitant du thème abordé ici, merci de compléter l'article en donnant les références utiles à sa vérifiabilité et en les liant à la section « Notes et références ».

Cet article présente la liste des épisodes de la série d'animation américaine Steven Universe.

## Première saison (2013-2015)
| No. dans la saison | No. dans la série | Titres français / Titres originaux                     | Dates de première diffusion originaux | Dates de première diffusion française |
| --- | ----------------- | ------------------------------------------------------ | ------------------------------------- | ------------------------------------- |
| 1 | 1                 | Une lueur d'espoir Gem Glow                            | 4 novembre 2013                       | 5 mai 2014                            |
| Alors que Steven tente désespérément d’activer sa gemme à l’aide de ses biscuits préférés, les « cookies chatons », les Gemmes doivent faire face à une invasion de créatures en forme de milles-pattes cracheuses d’acide.                                                                                        |                   |                                                        |                                       |                                       |
| 2 | 2                 | Le canon de lumière Laser Light Cannon                 | 4 novembre 2013                       | 5 mai 2014                            |
| Un dispositif géant, nommé « l’œil rouge », menace d’emporter Plage-Ville. Steven demande dès lors l’aide de son père pour retrouver une ancienne arme appartenant à Rose Quartz, la mère de Steven. |                   |                                                        |                                       |                                       |
| 3 | 3                 | Le sac à dos cheeseburger Cheeseburger Backpack        | 11 novembre 2013                      |                                       |
| Perle, Grenat et Améthyste doivent se rendre dans un Temple océanique afin de restituer un précieux artefact ; Une expédition dont Steven demande à faire partie. Son nouvel atout : un sac à dos « fantaisie » en forme de cheeseburger.                                                                          |                   |                                                        |                                       |                                       |
| 4 | 4                 | P'tit-dej' à partager Together Breakfast               | 11 novembre 2013                      |                                       |
| Steven aimerait partager son petit déjeuner avec Perle, Améthyste et Grenat. Pour cela, il va devoir traverser le Temple des Gemmes tout en essayant de garder son goûter intact. |                   |                                                        |                                       |                                       |
| 5 | 5                 | Fritos Frybo                                           | 18 novembre 2013                      |                                       |
| Steven décide d’aider son ami Patrick en donnant vie à la mascotte de la friterie du coin grâce à un éclat de gemme qu’il a dérobé à Perle. Cependant, ils vont vite se rendre compte que le costume interprète leurs directives à sa façon…                                                                       |                   |                                                        |                                       |                                       |
| 6 | 6                 | Chat alors ! Cat Fingers                               | 25 novembre 2013                      |                                       |
| Steven demande l’aide d’Améthyste pour l’initier à la métamorphose, et transforme accidentellement ses doigts en chatons… |                   |                                                        |                                       |                                       |
| 7 | 7                 | La bulle d’amour Bubble Buddies                        | 2 décembre 2013                       |                                       |
| Steven aperçoit une jeune fille inconnue près de la plage et décide d’aller faire connaissance. Hélas, un éboulement soudain oblige Steven à s’enfermer avec ladite fille dans une sorte de bulle indestructible.                                                                                                  |                   |                                                        |                                       |                                       |
| 8 | 8                 | Steven le sérieux Serious Steven                       | 13 janvier 2014                       |                                       |
| Steven est aux anges, car les Gemmes lui permettent enfin d’effectuer avec elles sa première « vraie » mission. Le jeune garçon essayera donc de les impressionner en devenant « Sérieux », ce qui ne sera pas de tout repos.                                                                                      |                   |                                                        |                                       |                                       |
| 9 | 9                 | Le tigre millionnaire Tiger Millionaire                | 20 janvier 2014                       |                                       |
| Steven surprend Améthyste en train de pratiquer des matchs de catch dans un entrepôt. Désireux de participer lui aussi, il formera un duo avec son amie sous le nom de scène de « Tigre Millionnaire ». |                   |                                                        |                                       |                                       |
| 10 | 10                | Le lion de Steven Steven's Lion                        | 27 janvier 2014                       |                                       |
| Pendant que les Gemmes tentent de récupérer un dangereux joyau dans le Désert africain, Steven fait la rencontre d’un lion très inhabituellement docile et tout aussi inhabituellement… rose. |                   |                                                        |                                       |                                       |
| 11 | 11                | Jeux interdits Arcade Mania                            | 17 février 2014                       |                                       |
| Des mini-gemmes foreuses se mettent à attaquer Plage-Ville, pendant que Grenat, entraînée par Steven au stand d’arcade Funland, se retrouve hypnotisée par un jeu de rythme. |                   |                                                        |                                       |                                       |
| 12 | 12                | La femme géante Giant Woman                            | 24 février 2014                       |                                       |
| Au cours d’une mission, Steven tente de convaincre Améthyste et Perle de réaliser une fusion afin de former la Gemme Opale, que ces dernières ont mentionnée plus tôt dans la journée. Sauf que les deux amies passent leur temps à se disputer…                                                                   |                   |                                                        |                                       |                                       |
| 13 | 13                | Tristes anniversaires So Many Birthdays                | 3 mars 2014                           |                                       |
| Venant tout juste d’apprendre que les Gemmes étaient en réalité vieilles de plusieurs milliers d’années, Steven tente désespérément de rattraper tous leurs anniversaires manqués. |                   |                                                        |                                       |                                       |
| 14 | 14                | Lars et ses nouveaux amis Lars and the Cool Kids       | 10 mars 2014                          |                                       |
| Steven accompagne Lars dans sa quête de se faire de nouveaux amis parmi les autres jeunes de sa génération, à savoir Jenny Pizza, Buck Dewey et « Crème Fraîche ». |                   |                                                        |                                       |                                       |
| 15 | 15                | Marché de dupe Onion Trade                             | 17 mars 2014                          |                                       |
| Steven essaye de persuader Octave de lui échanger une figurine dont ils font tous deux la collection. |                   |                                                        |                                       |                                       |
| 16 | 16                | Parade, riposte Steven the Sword Fighter               | 9 avril 2014                          |                                       |
| Pendant qu’elle dispensait une leçon d’escrime à Steven, Perle se fait accidentellement blesser et se retrouve obligée de réintégrer sa gemme afin de se régénérer. |                   |                                                        |                                       |                                       |
| 17 | 17                | Lion 2 : Le retour Lion 2 : The Movie                  | 23 avril 2014                         |                                       |
| Steven et sa nouvelle amie Connie demandent au Lion de les transporter jusqu’au cinéma de la ville. Cependant, celui-ci semble avoir d’autres projets et les téléporte jusqu’à un ancien site appartenant aux Gemmes de cristal.                                                                                   |                   |                                                        |                                       |                                       |
| 18 | 18                | Barbecue sur la plage Beach Party                      | 30 avril 2014                         |                                       |
| Au cours d’un affrontement entre les Gemmes et une autre créature, la pizzeria du coin voit son établissement subir de lourds dégâts. Steven tente de rattraper le coup en organisant un barbecue familial pour éviter aux Gemmes une exclusion à vie du restaurant.                                               |                   |                                                        |                                       |                                       |
| 19 | 19                | La chambre de Rose Rose's Room                         | 14 mai 2014                           |                                       |
| Lassé de voir son intimité être bafouée, Steven ouvre par inadvertance la porte de la chambre de sa mère et décide d’y jeter un coup d’œil, malgré les avertissements des autres Gemmes. |                   |                                                        |                                       |                                       |
| 20 | 20                | Coach Steven                                           | 21 août 2014                          |                                       |
| Ayant pour mission de démolir un gigantesque centre de communication, Grenat et Améthyste fusionnent pour faire place à Lavulite. Impressionné par sa puissance, Steven décide de se mettre à faire du sport intensif.                                                                                             |                   |                                                        |                                       |                                       |
| 21 | 21                | L’arroseur arrosé Joking Victim                        | 28 août 2014                          |                                       |
| Victime d’une blague « épicée » d’Améthyste, Steven sème le trouble au Big Donut, sa boutique favorite, et blesse Lars par accident. Le jeune garçon entreprend dès lors de le remplacer le temps que son dos soit rétabli.                                                                                        |                   |                                                        |                                       |                                       |
| 22 | 22                | Steven et les Stevens Steven and the Stevens           | 4 septembre 2014                      |                                       |
| Afin de préparer un numéro pour la fête d’été "Plage-Ville fait la fête", Steven utilise un sablier à remonter le temps, récupéré quelques heures plus tôt, pour former un groupe composé de Steven venant de différentes lignes temporelles.                                                                      |                   |                                                        |                                       |                                       |
| 23 | 23                | Mon copain monstre Monster Buddies                     | 11 septembre 2014                     |                                       |
| Sans vraiment faire attention, Steven éclate la bulle contenant la gemme corrompue de la mère mille-patte que lui et les Gemmes avaient dû affronter quelques mois plus tôt. |                   |                                                        |                                       |                                       |
| 24 | 24                | La fontaine de larmes An Indirect Kiss                 | 18 septembre 2014                     |                                       |
| Au cours d’un pique-nique, Steven raconte à Connie comment il apprit que sa mère avait des pouvoirs de guérison et comment il s’en servit pour sauver Améthyste, dont la Gemme fut fendue à la suite d'un accident.                                                                                                |                   |                                                        |                                       |                                       |
| 25 | 25                | Le miroir magique (1/2) Mirror Gem                     | 25 septembre 2014                     |                                       |
| Steven apprend de Connie l’existence de l’école et demande à Perle de devenir son professeur. Perle préférera lui donner un miroir magique afin de pouvoir s’instruire. Cependant, il devient de plus en plus évident à Steven que ce miroir n’est pas juste un outil et qu’il semble avoir une conscience propre. |                   |                                                        |                                       |                                       |
| 26 | 26                | La Gemme de l’océan (2/2) Ocean Gem                    | 25 septembre 2014                     |                                       |
| Steven et les Gemmes doivent enquêter sur la soudaine disparition de l’océan, qui semble étroitement liée à la fuite de Lapis-Lazuli, la Gemme qui s’était libérée du miroir magique le soir précédent. |                   |                                                        |                                       |                                       |
| 27 | 27                | Besoin d’attention House Guest                         | 2 octobre 2014                        | 28 août 2015                          |
| La jambe cassée à la suite des événements de l’épisode précédent, Greg est invité à venir se rétablir chez Steven, dont les pouvoirs de guérison semble ne pas avoir d’effet sur les blessures de son père. |                   |                                                        |                                       |                                       |
| 28 | 28                | La course aux étoiles Space Race                       | 9 octobre 2014                        | 26 août 2015                          |
| Perle, qui commence à avoir le mal de la planète, aimerait organiser un voyage spatial pour montrer à Steven les autres merveilles de l’Univers. Ce dernier va demander à son père de l’aider à fabriquer un vaisseau.                                                                                             |                   |                                                        |                                       |                                       |
| 29 | 29                | L’équipe secrète Secret Team                           | 16 octobre 2014                       |                                       |
| Perle dérobe une bulle renfermant de nombreux fragments de Gemme sans la permission de Grenat. Malheureusement, surprise par Steven et Améthyste, elle brise la bulle. Les trois compères vont devoir s’unir pour récupérer les fragments afin de ne pas subir la terrible colère de Grenat.                       |                   |                                                        |                                       |                                       |
| 30 | 30                | L’île paradisiaque Island Adventure                    | 23 octobre 2014                       | 31 août 2015                          |
| Steven assiste malencontreusement à une dispute entre Sadie et Lars. Afin de les rapprocher, il leur propose de les emmener en vacances à l’Île du masque. |                   |                                                        |                                       |                                       |
| 31 | 31                | La grande conspiration Keep Beach City Weird!          | 30 octobre 2014                       |                                       |
| Steven accompagne Ronaldo dans sa quête de faire découvrir au monde les choses étranges qui se déroulent à Plage-Ville et le complot mondial qui, d’après lui, y serait associé. |                   |                                                        |                                       |                                       |
| 32 | 32                | Un dîner fusionnel Fusion Cuisine                      | 6 novembre 2014                       | 30 août 2015                          |
| Alors que Connie passe de plus en plus de temps chez Steven, ses parents expriment le souhait de rencontrer la famille Universe au cours d’un dîner. Le problème : Pour ne pas éveiller les soupçons, Connie a menti à sa mère en disant que Steven vivait avec ses deux parents.                                  |                   |                                                        |                                       |                                       |
| 33 | 33                | L’univers de Grenat Garnet's Universe                  | 13 novembre 2014                      |                                       |
| Grenat revient de mission et Steven se met à imaginer sa palpitante journée. |                   |                                                        |                                       |                                       |
| 34 | 34                | Les pastèques Stevens Watermeleon Steven               | 20 novembre 2014                      |                                       |
| Plage-Ville se fait littéralement envahir par des pastèques en forme de Steven du jour au lendemain. La cause semblerait provenir de la salive de Steven qui, à défaut de pouvoir soigner à nouveau, aurait développé des propriétés fertilisantes.                                                                |                   |                                                        |                                       |                                       |
| 35 | 35                | Lion 3 : Disponible en vidéo Lion 3: Straight to Video | 4 décembre 2014                       |                                       |
| Steven autorise son lion à dormir à la maison, mais ce dernier semble s’obstiner à prendre sa tête pour un oreiller. Cependant, cela permet à Steven de découvrir une dimension cachée à l’intérieur de la crinière du lion.                                                                                       |                   |                                                        |                                       |                                       |
| 36 | 36                | Le mystère du vortex Warp Tour                         | 8 janvier 2015                        |                                       |
| Pendant une téléportation, Steven aperçoit une entité non identifiée qui semble se diriger vers la Terre. Ce que Perle ne croit pas une seconde, puisque tous les portails interstellaires de la planète sont inactifs.                                                                                            |                   |                                                        |                                       |                                       |
| 37 | 37                | Seuls ensemble Alone Together                          | 15 janvier 2015                       |                                       |
| Steven commence à s’entraîner à la fusion avec les Gemmes, sans succès. Mais peu de temps plus tard, alors qu’il essaie d’apprendre à Connie à danser, ses pouvoirs agiront de manière surprenante. |                   |                                                        |                                       |                                       |
| 38 | 38                | Le test The Test                                       | 22 janvier 2015                       |                                       |
| Apprenant que l’expédition visant à rapporter l’artefact au Temple océanique était en réalité un test pour Steven et que celui-ci avait oublié d’emporter la statuette, il va exiger de Perle, Améthyste et Grenat qu’elles lui fassent passer un nouveau test.                                                    |                   |                                                        |                                       |                                       |
| 39 | 39                | Visions du futur Future Vision                         | 29 janvier 2015                       |                                       |
| Grenat révèle à Steven que cette dernière est capable de voir pratiquement tous les futurs possibles et d’anticiper lesquels seraient les plus dangereux pour lui. |                   |                                                        |                                       |                                       |
| 40 | 40                | À l’aventure On the Run                                | 5 février 2015                        |                                       |
| Tourmentée par ses origines et les circonstances dans lesquelles elle a rejoint les Gemmes de Cristal, Améthyste emporte Steven dans sa croisade pour rejoindre le lieu où elle a vu le jour, appelée la Garderie.                                                                                                 |                   |                                                        |                                       |                                       |
| 41 | 41                | Le club de l’horreur Horror Club                       | 12 février 2015                       |                                       |
| Steven, Sadie et Lars participent à une soirée film d’horreur organisée par Ronaldo au phare de la ville. Mais la soirée vire à la catastrophe quand la troupe se fait poursuivre par un esprit malin qui semble hanter le phare.                                                                                  |                   |                                                        |                                       |                                       |
| 42 | 42                | Prévision hivernales Winter Forecast                   | 19 février 2015                       |                                       |
| Steven et Greg tentent désespérément de raccompagner Connie chez elle avant qu’une tempête de neige n’éclate, mais cela se révèle plus compliqué que prévu. |                   |                                                        |                                       |                                       |
| 43 | 43                | Capacité maximale Maximum Capacity                     | 26 février 2015                       |                                       |
| Greg se décide à ranger son garage et demande de l’aide à son fils, qui demande à Améthyste de venir. En fouillant, elle va finir par retrouver les cassettes son émission préférée, « P’tit Major d’homme », qu’elle adorait regarder avec Greg du temps où il sortait avec Rose.                                 |                   |                                                        |                                       |                                       |
| 44 | 44                | Les boules maboules Marble Madness                     | 5 mars 2015                           |                                       |
| Alors qu’elles continuent de traquer et détruire sans fin les sphères mobiles envoyée par Péridot, Steven propose aux Gemmes de suivre l’une d’elles afin de découvrir leur véritable objectif. |                   |                                                        |                                       |                                       |
| 45 | 45                | Le souvenir de Rose Rose's Scabbard                    | 9 mars 2015                           |                                       |
| En retournant sur un ancien champ de bataille, Steven et les Gemmes mettent la main sur l’ancien fourreau de l’épée de Rose Quartz. Perle devient dès lors très nostalgique du temps où elle était avec Rose. |                   |                                                        |                                       |                                       |
| 46 | 46                | Comme dans un livre ouvert Open book                   | 19 mars 2015                          |                                       |
| Steven termine la série de livres que Connie lui avait prêtés et celle-ci avoue ne pas avoir aimé la fin. Alors que la porte de la chambre de Rose s’ouvre une nouvelle fois sans crier gare, Steven en profite pour y réadapter fictivement la fin des romans dans le but de faire plaisir à son amie.            |                   |                                                        |                                       |                                       |
| 47 | 47                | Le Tee-shirt de la discorde Shirt club                 | 16 avril 2015                         |                                       |
| Greg veut donner des cours de guitare et Steven décide de lui créer un T-shirt publicitaire. Intéressé par son talent, Buck propose à Steven de travailler avec lui sur une activité commerciale afin de produire d’autres T-shirts.                                                                               |                   |                                                        |                                       |                                       |
| 48 | 48                | Une histoire pour Steven Story for Steven              | 9 avril 2015                          |                                       |
| Greg raconte à Steven la vraie version de sa première rencontre avec Rose Quartz, alors qu’il travaillait sur sa tournée avec son despote de manager, Marty. |                   |                                                        |                                       |                                       |
| 49 | 49                | Le message (1/4) The Message                           | 10 mars 2015                          |                                       |
| La pierre des Lamentations que les Gemmes ont récupérée auparavant se met à sonner au point de provoquer des mini-séismes. Elles en déduisent qu’il s’agit d’un message et Steven demande à son père de l’aider à le décoder.                                                                                      |                   |                                                        |                                       |                                       |
| 50 | 50                | Les ressources de la politique (2/4) Political Power   | 11 mars 2015                          |                                       |
| Intrigués par le message de menace imminente émit par la pierre des Lamentations, les Gemmes se mettent à tester leurs moyens de défense actuels, causant sans le vouloir une coupure électrique générale. Steven vient en aide au maire Dewey pour éviter un mouvement de panique.                                |                   |                                                        |                                       |                                       |
| 51 | 51                | Le retour (3/4) The Return                             | 12 mars 2015                          |                                       |
| Comme annoncé par l’alerte envoyée à Steven par Lapis-Lazuli, un vaisseau de combat du monde des Gemmes est arrivé sur Terre. Perle, Grenat et Améthyste demandent à Greg de mettre Steven en sécurité. |                   |                                                        |                                       |                                       |
| 52 | 52                | Fusion surprise (4/4) Jail Break                       | 12 mars 2015                          | 22 octobre 2015                       |
| Prisonnier sur le vaisseau de Péridot et de Jaspe après que celle-ci l’eut assommé, Steven s’évade et doit s’allier à une nouvelle Gemme inconnue pour tenter de retrouver ses amies et revenir sur Terre. |                   |                                                        |                                       |                                       |

## Deuxième saison (2015-2016)
L’épisode La visite d’Oncle Grandpa est un cross-over qui aurait dû être dans la première saison. (11 minutes)
Les épisodes La réponse, Vieillir ensemble, Le projet des Diamants, Confiance et trahison et Une amitié surprenante forment une suite d’épisodes spéciale intitulé La Semaine d’Anniversaire (Birthday Week).  (55 minutes)
| No. dans la saison | No. dans la série | Titres français / Titres originaux                   | Dates de première diffusion originaux | Dates de première diffusion française |
| --- | ----------------- | ---------------------------------------------------- | ------------------------------------- | ------------------------------------- |
| 1 | 53                | Ultime décision Full Disclosure                      | 13 mars 2015                          | 8 février 2016                        |
| Le vaisseau est détruit, Péridot est en fuite et Malachite est emprisonnée sous les eaux. Quand Steven raconte à son père ce qu’il s’est passé, et constatant que Greg se met à faire des crises d’angoisse, il va hésiter à tout raconter à son amie Connie afin de ne pas lui imposer ses tourments à elle aussi.                   |                   |                                                      |                                       |                                       |
| 2 | 54                | Le droit de s’amuser Joy Ride                        | 26 mars 2015                          | 8 février 2016                        |
| Buck, Jenny et Crème Fraîche persuadent Steven de laisser de côté le nettoyage de la plage, dévastée par les débris du vaisseau de Péridot, afin de faire une virée nocturne avec eux. |                   |                                                      |                                       |                                       |
| 3 | 55                | La visite surprise d’Oncle Grandpa Say Uncle         | 2 avril 2015                          |                                       |
| Dans cet épisode Cross-Over, Oncle Grandpa fera irruption dans la vie de Steven pour l’aider à matérialiser son bouclier à volonté. |                   |                                                      |                                       |                                       |
| 4 | 56                | Lettres d’amour Love Letters                         | 23 avril 2015                         |                                       |
| Jamie, le facteur qui s’occupait du courrier de Steven, revient à Plage-Ville après une brève carrière d’acteur manquée, et tombe involontairement sous le charme de Grenat. |                   |                                                      |                                       |                                       |
| 5 | 57                | Drôles de formes Reformed                            | 30 avril 2015                         |                                       |
| Steven, Grenat et Améthyste prennent en chasse un monstre gemme, surnommé la "Fouine", qui a élu domicile dans la chambre de cette dernière. Hélas, Améthyste se retrouve obligée de réintégrer sa gemme à plusieurs reprises et se régénère chaque fois trop rapidement, ce qui perturbera sa forme physique.                        |                   |                                                      |                                       |                                       |
| 6 | 58                | Dévouement à toute épreuve Sworn to the Sword        | 15 juin 2015                          |                                       |
| Connie aimerait apprendre à protéger Steven et demande à Perle de lui enseigner le maniement de l’épée. |                   |                                                      |                                       |                                       |
| 7 | 59                | Un documentaire de choc Rising Tides, Crashing Skies | 16 juin 2015                          |                                       |
| Suites aux derniers événements, Ronaldo met en ligne une vidéo documentaire où il enquête pour faire savoir comment les Gemmes sont liées à tout ce qui leur arrive et à quel point cela se révèle dangereux. |                   |                                                      |                                       |                                       |
| 8 | 60                | Retour à la garderie Keeping It Together             | 17 juin 2015                          |                                       |
| Steven et les Gemmes traquent Péridot jusqu’à la Garderie où Améthyste a été fabriquée. Pendant que cette dernière et Perle se lance à sa poursuite, Grenat et Steven vont essayer de découvrir pour quelle obscure raison Péridot s’intéresse à ce point à la Garderie.                                                              |                   |                                                      |                                       |                                       |
| 9 | 61                | Il faut qu’on parle We Need to Talk                  | 18 juin 2015                          |                                       |
| Greg est témoin d’une nouvelle apparition de Stevonnie. Complètement abasourdi, il leur raconte comment il a découvert la fusion du temps où il sortait avec Rose et comment il voulut tenter l’expérience. |                   |                                                      |                                       |                                       |
| 10 | 62                | Rêve ou réalité ? Chille Tid                         | 19 juin 2015                          |                                       |
| Steven développe un tout nouveau pouvoir de projection astrale lui permettant d’infiltrer l’esprit d’une autre entité vivante. Il tentera de s’en servir pour localiser Lapis-Lazuli, toujours fusionnée avec Jaspe en Malachite, au fond de l’océan.                                                                                 |                   |                                                      |                                       |                                       |
| 11 | 63                | Sardonyx (1/2) Cry for Help                          | 13 juillet 2015                       |                                       |
| Péridot a réparé le centre de communication détruit par Lavulite quelques mois auparavant. Plutôt que de risquer une nouvelle catastrophe, Grenat choisit cette fois de fusionner avec Perle. C’est ainsi Sardonyx qui entre en scène.                                                                                                |                   |                                                      |                                       |                                       |
| 12 | 64                | Une nuit au motel (2/2) Keystone Motel               | 14 juillet 2015                       |                                       |
| Profondément blessée par l’attitude de Perle au centre de communication, Grenat insiste pour accompagner Greg et Steven dans un motel de l’état de Keystone, où Greg doit faire escale pour conclure une affaire pour son lavoir auto. Mais la situation change rapidement à partir du moment où Grenat se sépare en Rubis et Saphir. |                   |                                                      |                                       |                                       |
| 13 | 65                | Histoires d’amitiés Onion Friend                     | 15 juillet 2015                       |                                       |
| Octave introduit Steven dans sa maison et ce dernier découvre d'innombrables toiles peintes représentant Améthyste. Vidalia, ex-femme de Marty et mère d’Octave et Crème Fraîche, renoue ainsi son amitié passée avec Améthyste. |                   |                                                      |                                       |                                       |
| 14 | 66                | Désaccord historique Historical Friction             | 16 juillet 2015                       |                                       |
| Jamie est engagé par le maire Dewey pour promouvoir une pièce racontant comment son ancêtre a fondé Plage-Ville, et sera aidé par Steven pour les rôles. Cependant, il s’avère que le script original est surtout un navet historique.                                                                                                |                   |                                                      |                                       |                                       |
| 15 | 67                | L’importance de la confiance Friend Ship             | 17 juillet 2015                       |                                       |
| Perle redouble d’effort pour tenter de localiser Péridot et impressionner Grenat, ce qui amène l’équipe dans les vestiges d’un vieux vaisseau abandonné. Malheureusement, les pièges de Péridot sépareront Steven et Améthyste de Perle et Grenat.                                                                                    |                   |                                                      |                                       |                                       |
| 16 | 68                | Cauchemar à l’hôpital Nightmare Hospital             | 10 septembre 2015                     |                                       |
| Steven offre à Connie d’utiliser l’épée de Rose pour s’entraîner chez elle à l’escrime, épée qui sera ensuite confisquée par la mère de Connie. Pendant ce temps, l’hôpital où travaille justement Mrs Maheswaran accueille depuis peu de temps des patients atteint d’étranges problèmes de santé…                                   |                   |                                                      |                                       |                                       |
| 17 | 69                | La chanson de Sadie Sadie's Song                     | 17 septembre 2015                     | 16 mai 2016                           |
| Après l’avoir entendu chanter dans l’arrière-boutique du Big Donut, Steven aimerait aider Sadie à partager sa performance à la fête annuelle de "Plage-Ville fait la fête". |                   |                                                      |                                       |                                       |
| 18 | 70                | Attrapée, délivrée (1/2) Catch and Release           | 24 septembre 2015                     | 16 mai 2016                           |
| Péridot kidnappe Steven pour le forcer à réparer le portail interstellaire. Le jeune garçon ne peut s’empêcher de remarquer sa frayeur et tente de lui demander ce qu’elle craint à ce point, mais Péridot se fait capturer par les Gemmes avant d’avoir pu leur révéler quoi que ce soit.                                            |                   |                                                      |                                       |                                       |
| 19 | 71                | Après la pluie (2/2) When It Rains                   | 1 octobre 2015                        | 16 mai 2016                           |
| Libérée par Steven, Péridot s’est enfermée dans la salle de bain de leur maison et refuse tout contact avec les autres Gemmes. Cependant, elle va réaliser que Steven prend son bien-être à cœur et décide de lui révéler à lui seul l’objectif de sa mission sur Terre.                                                              |                   |                                                      |                                       |                                       |
| 20 | 72                | Duel de robots Back to the Barn                      | 8 octobre 2015                        | 16 mai 2016                           |
| Convaincue par Steven depuis l’attaque de la Garderie, Péridot décide de révéler aux Gemmes l’existence d’un gigantesque amalgame de fragments de Gemmes cachée sous la croûte terrestre, appelé l’Assemblage. Il s’agit maintenant de trouver le moyen d’empêcher cette entité de prendre forme en détruisant la Terre au passage.   |                   |                                                      |                                       |                                       |
| 21 | 73                | Trop drôle Too Far                                   | 15 octobre 2015                       | 16 mai 2016                           |
| Alors que la construction de la foreuse s’engage, Péridot mentionne en passant les caractéristiques « habituelles » des autres Gemmes à Steven et commence à se moquer de leurs défauts, notamment de la taille d’Améthyste, ce qui vexe profondément celle-ci.                                                                       |                   |                                                      |                                       |                                       |
| 22 | 74                | La réponse (1/2) The Answer                          | 4 janvier 2016                        | 17 mai 2016                           |
| Steven va fêter son anniversaire et, comme promis, Grenat vient lui raconter comment Rubis et Saphir se sont rencontrées et comment elles ont rejoint les Gemmes de Cristal. |                   |                                                      |                                       |                                       |
| 23 | 75                | Vieillir ensemble (2/2) Steven's Birthday            | 5 janvier 2016                        | 19 mai 2016                           |
| Steven fête ses 14 ans avec les Gemmes, Greg et Connie. Il apparaît pourtant que Steven semble ne pas vieillir à la même vitesse qu’un humain normal, ce qui va l’inquiéter profondément pour son avenir. |                   |                                                      |                                       |                                       |
| 24 | 76                | Le projet des Diamants It Could've Been Great        | 6 janvier 2016                        | 17 mai 2016                           |
| La foreuse est enfin prête, mais Péridot réalise qu’elle n’a aucune idée de l’emplacement exact de l’Assemblage. Perle révèle qu’une telle information ne peut se trouver qu’à un seul endroit : sur une ancienne base lunaire. |                   |                                                      |                                       |                                       |
| 25 | 77                | Confiance et trahison Message Received               | 7 janvier 2016                        | 18 mai 2016                           |
| Après l’avoir aperçue en train de s'emparer à la dérobée d'un appareil sur la base lunaire, Steven commence à douter des véritables motivations de Péridot. |                   |                                                      |                                       |                                       |
| 26 | 78                | Une amitié surprenante Log Date 7 15 2               | 8 janvier 2016                        | 18 mai 2016                           |
| Encore abasourdie par son entretien honteux avec Diamant Jaune, Péridot commence à perdre les pédales. Alors que Grenat intervient pour la calmer, Steven, poussé par l'inquiétude, décide d'écouter discrètement tous les messages enregistrés dans le dictaphone de la nouvelle Gemme de Cristal.                                   |                   |                                                      |                                       |                                       |

## Troisième saison (2016)
Les épisodes L’île des super-pastèques, Le forage, Un monde qui change, Réfugiés planétaires et Humains contre Rubis forment une suite d’épisodes spéciaux intitulée Trop Profond (In Too Deep). (55 minutes) 
Le reste des épisodes de la saison forme une très longue suite d’épisodes intitulé Aventures Estivales. (3 heure 40)
L’épisode Monsieur Greg est un épisode musical. Il ne possède pas de doublage français officiel, bien qu'un fandub ait été réalisé par la communauté.
L’épisode La Garderie Bêta est le centième épisode de la série.
| No. dans la saison | No. dans la série | Titres français / Titres originaux                      | Dates de première diffusion originaux | Dates de première diffusion française |
| --- | ----------------- | ------------------------------------------------------- | ------------------------------------- | ------------------------------------- |
| 1 | 79                | L'île des super-pastèques (1/5) Super Watermelon Island | 12 mai 2016                           | 19 mai 2016                           |
| Grâce à son pouvoir de projection astrale, Steven retrouve la trace de Malachite près de l’île du masque, où les pastèques Steven ont élu domicile après leur départ de Plage-Ville. |                   |                                                         |                                       |                                       |
| 2 | 80                | Le forage (2/5) Gem Drill                               | 12 mai 2016                           | 20 mai 2016                           |
| Peu après avoir vaincu Malachite, les Gemmes se retrouvent bloquées sur l’île du masque à cause de séismes annonçant la naissance imminente de l’Assemblage. Désormais, il ne tient plus qu’à Steven et Péridot d’arrêter celui-ci grâce à leur foreuse. |                   |                                                         |                                       |                                       |
| 3 | 81                | Un monde qui change (3/5) Same Old World                | 19 mai 2016                           | 20 mai 2016                           |
| Tandis que Péridot raconte aux Gemmes comment Steven a réussi à sceller l’Assemblage, ce dernier cherche à réconforter Lapis-lazuli, qui ne sait plus quoi faire de sa vie. Bien qu'elle refuse catégoriquement de devenir une Gemme de Cristal, Steven va tenter de la convaincre d’habiter sur Terre avec eux.                                                                                    |                   |                                                         |                                       |                                       |
| 4 | 82                | Réfugiées planétaires (4/5) Barn Mates                  | 26 mai 2016                           | 21 mai 2016                           |
| Lapis-lazuli souhaite habiter la grange des Universe, mais les choses se compliquent lorsqu’elle se rend compte que Péridot, qui l’a interrogée sans vergogne et ramenée de force sur Terre, désire elle aussi rester à la grange. Steven va faire son possible pour les réconcilier. |                   |                                                         |                                       |                                       |
| 5 | 83                | Humains contre Rubis (5/5) Hit the Diamond              | 2 juin 2016                           | 21 mai 2016                           |
| Un vaisseau de reconnaissance du monde des Gemmes, dont l’équipage est composé de Rubis, débarque et semble en avoir après Péridot pour avoir trahi et insulté Diamant Jaune. Steven et les autres vont alors essayer de la sauver en proposant aux Rubis un match… de base-ball. |                   |                                                         |                                       |                                       |
| 6 | 84                | Un moment de flottement Steven Floats                   | 18 juillet 2016                       | 22 mai 2016                           |
| Enfin de retour chez lui, Steven attend patiemment l’ouverture du Big Donut et active involontairement un nouveau pouvoir de flottaison. Hélas, trop enjoué pour faire attention, il saute trop haut dans le ciel, et se retrouve incapable de redescendre plus vite qu’un escargot. |                   |                                                         |                                       |                                       |
| 7 | 85                | Le retour de Marty Drop Beat Dad                        | 18 juillet 2016                       | 17 décembre 2016                      |
| Marty est de passage à Plage-Ville et semble venu pour voir Greg, mais quand il aperçoit Crème Fraîche, son fils DJ, il décide de l’aider lui et Steven à préparer une soirée spéciale musique. |                   |                                                         |                                       |                                       |
| 8 | 86                | Monsieur Greg Mr. Greg                                  | 19 juillet 2016                       | 18 Décembre 2016                      |
| Désormais multimillionnaire, Greg décide de partir quelques jours à Empire-Ville, et emmène Steven. Qui demande à Perle de venir, bien que ses relations avec Greg soient très tendues depuis la disparition de Rose. |                   |                                                         |                                       |                                       |
| 9 | 87                | La bande des petits Too Short to Ride                   | 20 juillet 2016                       | 17 décembre 2016                      |
| Steven, Améthyste et Péridot se rendent au parc d’attraction Funland, mais hélas, sont tous en dessous de la taille minimale. Si Steven et Améthyste peuvent étirer leurs membres temporairement pour augmenter leur taille, cela va poser problème à Péridot... |                   |                                                         |                                       |                                       |
| 10 | 88                | Dans la peau de Lars The New Lars                       | 21 juillet 2016                       | 18 décembre 2016                      |
| Steven active involontairement son pouvoir de projection astrale et prend le contrôle du corps de Lars. Qu’à cela ne tienne, il va en profiter pour démontrer aux autres habitants, et surtout Sadie, à quel point Lars peut être une personne sociable et aimable… |                   |                                                         |                                       |                                       |
| 11 | 89                | La course auto Beach City Drift                         | 22 juillet 2016                       | 19 décembre 2016                      |
| Kevin, un garçon arrogant ayant déjà croisé la route de Stevonnie, reviens à Plage-Ville pour organiser des courses automobiles nocturnes. Désireux de lui clouer le bec, Steven et Connie vont de nouveau fusionner dans le but de remporter une course contre lui. |                   |                                                         |                                       |                                       |
| 12 | 90                | La guerre des restos Restaurant Wars                    | 25 juillet 2016                       | 19 décembre 2016                      |
| Par pur accident, Patrick Friteman ravive une vieille querelle entre sa famille et leur voisin Pizza, ce qui va transformer les deux restaurants en véritable enfer. Steven, Patrick, Ronaldo, Jenny et Lily vont s’unir pour trouver un moyen de calmer les deux pères ennemis. |                   |                                                         |                                       |                                       |
| 13 | 91                | Démons de fromage Kiki's Pizza Delivery Service         | 26 juillet 2016                       | 20 décembre 2016                      |
| Lily enchaîne les livraisons pour aider sa sœur, mais souffre depuis peu d’affreux cauchemars remplis de pizzas. Steven utilise son pouvoir pour infiltrer les rêve de Lily et éliminer la menace, mais celle-ci revient sans cesse. |                   |                                                         |                                       |                                       |
| 14 | 92                | Monstrueuses retrouvailles Monster Reunion              | 27 juillet 2016                       | 20 décembre 2016                      |
| Le pouvoir de guérison de Steven est enfin de nouveau actif. Débordant de joie, il décide que la première personne à pouvoir en profiter sera sa vieille amie, la mère mille-patte, dont la gemme est toujours atteinte de corruption. |                   |                                                         |                                       |                                       |
| 15 | 93                | Balade en mer Alone at Sea                              | 28 juillet 2016                       | 21 décembre 2016                      |
| Grâce à son père, récemment devenu multimillionnaire, Steven emmène Lapis-lazuli en croisière sur l’océan pour l’égayer et tenter de soigner sa morosité. |                   |                                                         |                                       |                                       |
| 16 | 94                | Greg le babysitter Greg the Babysitter                  | 29 juillet 2016                       | 21 décembre 2016                      |
| Greg raconte comment il en vint à travailler au lavoir auto et comment Rose se retrouva fascinée par les bébés humains. |                   |                                                         |                                       |                                       |
| 17 | 95                | La chasse aux Gemmes Gem Hunt                           | 1 août 2016                           | 22 décembre 2016                      |
| Perle, Steven et, pour la première fois, Connie partent en mission de reconnaissance pour le grand nord, car il semblerait qu’une partie de cette zone abrite d’autres gemmes corrompues et dangereuses. |                   |                                                         |                                       |                                       |
| 18 | 96                | Suis ton instinct (1/2) Crack the Whip                  | 2 août 2016                           | 22 décembre 2016                      |
| Perle et Grenat prennent Jaspe en chasse depuis sa dernière apparition dans le grand nord, tandis que Steven et Connie s’entraînent sous le regard… plus ou moins attentif… d’Améthyste. |                   |                                                         |                                       |                                       |
| 19 | 97                | Steven contre Améthyste (2/2) Steven vs. Amethyst       | 3 août 2016                           | 23 décembre 2016                      |
| Dépitée par sa défaite contre Jaspe et d’avoir été sauvé par Stevonnie, Améthyste désire se reprendre en main et s’entraîner sérieusement. Malheureusement pour elle, Steven, censé être le débutant de la bande, semble avoir désormais pris une petite longueur d’avance ce qui a causé une guerre entre lui et Améthyste                                                                         |                   |                                                         |                                       |                                       |
| 20-21 | 98-99             | Bismuth                                                 | 4 août 2016                           | 23 décembre 2016                      |
| Steven brise par accident une bulle cachée dans la fourrure du lion, libérant une ancienne Gemme de cristal du nom de Bismuth, bien connue de Perle et Grenat. Alors qu’elles fêtent leurs retrouvailles, Améthyste commence à avoir des doutes : d’où vient cette Gemme « disparue » dont Rose n’a jamais parlé ? Pour quelle raison était-elle enfermée dans une bulle dans la crinière du lion ? |                   |                                                         |                                       |                                       |
| 22 | 100               | La Garderie Bêta (1/4) Beta                             | 8 août 2016                           | 24 décembre 2016                      |
| En visite chez Péridot et Lapis-lazuli, Steven essaye de consoler Améthyste, toujours obsédée par sa défaite. Péridot décide alors de les emmener sur le lieu de fabrication de Jaspe, la garderie dite « Bêta ». |                   |                                                         |                                       |                                       |
| 23 | 101               | Fusionner pour mieux régner (2/4) Earthlings            | 8 août 2016                           | 24 décembre 2016                      |
| Améthyste tente de régler ses comptes une bonne fois pour toutes avec Jaspe, mais ne fait toujours pas le poids. Steven intervient et insiste pour se battre aux côtés d’Améthyste, ce qui va déclencher entre eux un événement inattendu. |                   |                                                         |                                       |                                       |
| 24 | 102               | Le retour des Rubis (3/4) Back to the Moon              | 9 août 2016                           | 25 décembre 2016                      |
| Les Rubis sont de retour, en colère de s'être faites duper la dernière fois. Améthyste tente alors de se faire passer pour Jaspe et doit conduire ses amis et les Rubis sur la base lunaire. Une fois sur place, une révélation tragique va changer la vision de Steven vis-à-vis de sa mère, Rose Quartz.                                                                                          |                   |                                                         |                                       |                                       |
| 25 | 103               | En apesanteur (4/4) Bubbled                             | 10 août 2016                          | 25 décembre 2016                      |
| Après avoir été éjecté en même temps que les Rubis de la base lunaire, Steven se retrouve coincé dans sa bulle, accompagné d’Oeil de Rubis, au milieu de nulle part. Les deux ennemis semblent condamnés à dériver dans l’espace infini, loin de la Terre. |                   |                                                         |                                       |                                       |

## Quatrième saison (2016-2017)
Les épisodes L’enfant bêta et Rencontre en Fusions sont les deux derniers épisodes de la suite d’épisodes intitulée Aventures Estivales. (22 minutes)
Les épisodes Le rêve de Steven, À la poursuite de Diamant Bleu, L’infiltration des Gemmes, Le Zoo et Vous pouvez disposer forment une suite d’épisodes spéciaux intitulée Hors De Ce Monde (Out of this World). (55 minutes)
| No. dans la saison | No. dans la série | Titres français / Titres originaux                                 | Dates de première diffusion originaux | Dates de première diffusion française |
| --- | ----------------- | ------------------------------------------------------------------ | ------------------------------------- | ------------------------------------- |
| 1 | 104               | L'enfant Bêta Kindergarten Kid                                     | 11 août 2016                          | 22 avril 2017                         |
| Dans cet épisode en hommage à Warner Bros., Steven, Péridot et les Gemmes retournent au canyon de la Garderie Bêta pour neutraliser les Gemmes corrompues faites prisonnières par Jaspe. Péridot insiste pour s’occuper elle-même d’une Gemme bleue particulièrement malicieuse et, surtout, extrêmement rapide. |                   |                                                                    |                                       |                                       |
| 2 | 105               | Rencontre en fusions Know Your Fusion                              | 12 août 2016                          | 22 avril 2017                         |
| Steven et Améthyste fusionnent à nouveau afin que Perle et Grenat puissent faire la connaissance de Quartz Fumée. Son insouciance et son envie de montrer ses talents oblige cependant les deux autres à former Sardonyx pour la calmer avant que la maison ne tombe en ruine. |                   |                                                                    |                                       |                                       |
| 3 | 106               | Le Journal de Buddy Buddwick Buddy's Book                          | 18 août 2016                          | 22 avril 2017                         |
| Connie et Steven se regroupent à la bibliothèque de Plage-Ville et tombent par hasard sur le journal de Buddy Budwick, le capitaine en second de l’équipage de William Dewey, dont l’histoire fut jouée en spectacle par Jamie. |                   |                                                                    |                                       |                                       |
| 4 | 107               | La Fusion et l'esprit Mindful Education                            | 25 août 2016                          | 22 avril 2017                         |
| Connie est troublée car elle a involontairement blessé quelqu'un peu de temps auparavant. Trouble qui va s’appliquer aussi à Stevonnie pendant son entraînement. Grenat intervient alors pour apaiser les esprits. |                   |                                                                    |                                       |                                       |
| 5 | 108               | Prédictions Future Boy Zoltron                                     | 1 septembre 2016                      | 22 avril 2017                         |
| Après avoir détraqué un robot diseur de bonne aventure à la salle d’arcade Funland, Steven doit rembourser les dégâts auprès de Mr Smiley en prenant la place du robot. |                   |                                                                    |                                       |                                       |
| 6 | 109               | Une virée rock n'roll Last One Out of Beach City                   | 8 septembre 2016                      | 23 avril 2017                         |
| Alors qu’ils devaient aller ensemble en soirée rock-n-roll, Greg annonce à Améthyste qu’il a un empêchement et ne peut pas l’y conduire. Perle décide lors d’y aller à sa place avec Steven, à la surprise de tous, surtout d’Améthyste. |                   |                                                                    |                                       |                                       |
| 7 | 110               | Les amis d'Octave Onion Gang                                       | 15 septembre 2016                     | 23 avril 2017                         |
| Steven apprend qu’Octave s’est constitué une petite bande d’amis de son age et que ceux-ci aimeraient bien qu’il vienne s’amuser avec eux. |                   |                                                                    |                                       |                                       |
| 8-9 | 111-112           | La récolte des Gemmes Gem Harvest                                  | 17 novembre 2016                      | 23 avril 2017                         |
| Steven décide de passer quelques jours à la grange avec Peridot et Lapis-lazuli. Ces dernières essayent de faire pousser des champs de légumes, sans réussir à leur donner vie. Steven tente donc d’utiliser son pouvoir fertilisant pour leur donner un coup de main. Dans le même temps, les Universe reçoivent de la famille pour l'occasion en la personne d'Andy DeMayo... Le véritable propriétaire de la grange. |                   |                                                                    |                                       |                                       |
| 10 | 113               | 3 Gemmes et un bébé Three Gems and a Baby                          | 1 décembre 2016                       | 23 avril 2017                         |
| Alors que la saison hivernale commence à s'installer, Greg passe la nuit chez les Gemmes et se remémore avec Steven leur premier hiver passé ensemble, quatorze ans plus tôt. |                   |                                                                    |                                       |                                       |
| 11 | 114               | Le rêve de Steven (1/5) Steven's Dream                             | 30 janvier 2017                       | 29 Avril 2017                         |
| Steven se met à faire un rêve étrange, et se surprend à pleurer à plusieurs reprises sans raison. Connie identifie l'emplacement de son rêve comme étant le Palanquin, un lieu décrit dans le journal de Buddy Budwick. |                   |                                                                    |                                       |                                       |
| 12 | 115               | À la poursuite de Diamant Bleu (2/5) Adventure in Light Distorsion | 30 janvier 2017                       | 29 avril 2017                         |
| Steven et les Gemmes se préparent à un voyage spatial afin de secourir Greg, kidnappé par Diamant Bleu sur le site du Palanquin. Mais afin de rattraper son vaisseau, ils vont devoir tenter un saut spatio-temporel, ce qui semble risqué pour Steven et son corps organique. |                   |                                                                    |                                       |                                       |
| 13 | 116               | L'infiltration des Gemmes (3/5) Gem Heist                          | 31 janvier 2017                       | 29 avril 2017                         |
| Steven et les Gemmes arrivent enfin au "zoo humain", une base spatiale gigantesque que Perle avait déjà visité avant la Rébellion. La troupe tente alors de trouver un moyen de secourir Greg sans attirer l'attention de la redoutable commandante de la base, Agate Bleue. |                   |                                                                    |                                       |                                       |
| 14 | 117               | Le Zoo (4/5) The Zoo                                               | 1 février 2017                        | 29 avril 2017                         |
| Steven est finalement introduit dans le zoo et retrouve son père. Mais avant de pouvoir s'échapper, il doit se confronter à une civilisation humaine locale qui a évolué dans ce milieu reculé, ainsi qu'à leurs coutumes, bien différentes des coutumes terriennes. |                   |                                                                    |                                       |                                       |
| 15 | 118               | Vous pouvez disposer (5/5) That Will Be All                        | 2 février 2017                        | 29 Avril 2017                         |
| Steven et Greg arrivent enfin à sortir du zoo et se retrouvent dans un sanctuaire de recueillement en hommage à Diamant Rose. Afin de s'échapper, ils doivent déjouer la vigilance de Diamant Bleu, revenue sur la base... ainsi que celle de Diamant Jaune. |                   |                                                                    |                                       |                                       |
| 16 | 119               | Les Gemmes intérimaires The New Crystal Gems                       | 10 février 2017                       | 20 janvier 2018                       |
| En attendant le retour de Steven et les Gemmes, toujours en quête de récupérer Greg, Connie prend sa nouvelle mission très au sérieux et, avec l'aide des autres membres à part entière des Gemmes de Cristal, Péridot et Lapis-lazuli, s'assure de veiller sur Plage-Ville. |                   |                                                                    |                                       |                                       |
| 17 | 120               | Un orage dans la chambre Storm in the Room                         | 17 février 2017                       | 20 janvier 2018                       |
| Alors que Connie lui ravive involontairement de mauvais souvenirs, Steven tente cette fois-ci de trouver les réponses à ses questions sur Rose Quartz en un lieu qu'il pense capable de les lui fournir : La chambre de Rose. Il y fera une rencontre particulièrement improbable... |                   |                                                                    |                                       |                                       |
| 18 | 121               | Pierre de sang Rocknaldo                                           | 24 février 2017                       | 20 janvier 2018                       |
| Alors que Ronaldo tente de mettre en garde la population contre les "personnes-pierres", Steven intervient en le sermonnant à propos des Gemmes de Cristal qui en font partie tout en protégeant la Terre. Ronaldo souhaite alors s'excuser en se mettant au service des Gemmes de Cristal. |                   |                                                                    |                                       |                                       |
| 19 | 122               | Le Tigre philanthrope Tiger Philantropist                          | 3 mars 2017                           | 20 janvier 2018                       |
| Steven rendosse le costume de son personnage de catch, le "Tigre Millionnaire", et reprend la compétition locale de catch avec Améthyste. Cependant, cette dernière commence à perdre sa passion pour le catch, sans que Steven ni les spectateurs ne comprennent pourquoi... |                   |                                                                    |                                       |                                       |
| 20 | 123               | Le retour de Nombril Room for Ruby                                 | 10 mars 2017                          | 20 janvier 2018                       |
| Alors que Grenat et Steven regardent les étoiles filantes, ils s'aperçoivent que Nombrile, l'une des membres de l'escouade Rubis, est sur le point de s'écraser sur Terre. Mais lorsque celle-ci retrouve ses esprits, contre toute attente, elle supplie Steven de la laisser s'établir sur Terre. |                   |                                                                    |                                       |                                       |
| 21 | 124               | Lion 4 : La clé mystérieuse Lion 4 : Alternate Ending              | 8 mai 2017                            | 20 janvier 2018                       |
| Steven tente de comprendre quelle est la destinée que Rose Quartz désirait lui transmettre en lui donnant la vie en examinant la vidéo que celle-ci lui a légué. C'est à ce moment précis que le Lion se révèle être le détenteur d'une clé magique, que Steven espère être le moyen de découvrir les secrets de sa mère.                                                                                               |                   |                                                                    |                                       |                                       |
| 22 | 125               | En planque avec Doug Doug Out                                      | 9 mai 2017                            | 20 janvier 2018                       |
| Au cours d'une soirée, Steven et Connie sont abordés par le père de celle-ci, qui leur propose de l'aider dans une mission de surveillance de nuit au parc Funland. |                   |                                                                    |                                       |                                       |
| 23 | 126               | Lars le pâtissier The Good Lars                                    | 10 mai 2017                           | 20 janvier 2018                       |
| Alors que Sadie et Steven encourage Lars dans ses progrès culinaires, ils sont tous les trois invités par Buck pour participer à une soirée entre amis avec lui, Crème fraîche et Jenny. Mais Lars craint leur réaction quand ils apprendraient qu'il adore cuisiner. |                   |                                                                    |                                       |                                       |
| 24 | 127               | Es-tu mon père ? (1/2) Are You My Dad?                             | 11 mai 2017                           | 20 janvier 2018                       |
| Le lendemain de la fête chez Vidalia, Steven s'inquiète de ne pas voir arriver Jamie avec son courrier. Il apprend par la suite que d'autres inquiétantes disparitions sont survenues à Plage-Ville. Steven et Connie enquêtent pour essayer de résoudre le mystère. |                   |                                                                    |                                       |                                       |
| 25 | 128               | Je suis ma mère (2/2) I Am My Mom                                  | 12 mai 2017                           | 20 janvier 2018                       |
| Steven a découvert qui était à l'origine des disparitions. Accompagné de Grenat, Perle et Améthyste, il se lance sur les traces de Topaze et d'Aigue-marine pour sauver Connie et ses amis. |                   |                                                                    |                                       |                                       |

## Cinquième saison (2017-2019)
Les épisodes À coeur ouvert, Le procès, Les Bizzaroïdes et Dans la tête de Lars forment une suite d’épisodes spéciaux intitulée Recherché (Wanted). (44 minutes)
Les épisodes Lars des étoiles et Lune hostile forment une mini-suite d’épisodes spéciale intitulée Échoué (Stranded). (22 minutes)
Les épisodes Retour impossible, Dans la perle de Perle, Et tout s'éffondre, Qu’est-ce qui ne va pas ?, La Question, Demoiselle d’Honneur et Réunis forment une suite d’épisodes spéciaux intitulée Cœur des Gemmes de Cristal (Heart of the Crystal Gems). (1 heure 28)
Les épisodes Enjambée vers le monde des gemmes, Familier, Seuls à Plusieurs, Évasion et Change ta vision du monde forment une suite d’épisodes spéciaux intitulée Les journées des Diamants (Diamond Days). (1 heure 28)
| No. dans la saison | No. dans la série | Titres français / Titres originaux                                  | Dates de première diffusion originaux | Dates de première diffusion française |
| --- | ----------------- | ------------------------------------------------------------------- | ------------------------------------- | ------------------------------------- |
| 1 | 129               | À cœur ouvert (1/4) Stuck Together                                  | 29 mai 2017                           | 9 juin 2018                           |
| Pour sauver ses amis et la Terre, Steven s'est offert en tant qu'otage à Aigue-marine pour voyager jusqu'au Monde des Gemmes. Cependant, il ne se doute pas que Lars, qui n'a pas eu l'occasion de quitter le vaisseau, s'est retrouvé coincé avec lui dans cette galère... |                   |                                                                     |                                       |                                       |
| 2 | 130               | Le Procès (2/4) The Trial                                           | 29 mai 2017                           | 9 juin 2018                           |
| Séparé de Lars à leur arrivée sur le monde des gemmes, Steven est amené auprès des Diamants pour subir un procès, avec Zircon comme avocat de la défense. Alors que Diamant jaune jubile à l'idée de briser Rose Quartz sans sommation, Diamant bleu insiste pour que Steven donne sa version des faits dont Rose est accusée. |                   |                                                                     |                                       |                                       |
| 3 | 131               | Les Bizzaroïdes (3/4) Off Colors                                    | 29 mai 2017                           | 9 juin 2018                           |
| Alors que Steven et Lars tentent d'échapper aux Diamants, ils sont soudainement poursuivis par des robonoïdes dont l'objectif est de briser la gemme de Steven. C'est en essayant de les fuir que les deux compères croisent la route de futurs alliés aux caractéristiques surprenantes... |                   |                                                                     |                                       |                                       |
| 4 | 132               | Dans la tête de Lars (4/4) Lars' Head                               | 29 mai 2017                           | 9 juin 2018                           |
| Lars, grièvement blessé pendant l'affrontement contre les robonoïdes pour protéger Steven et leurs nouveaux alliés, revient à la vie grâce aux pouvoirs de Steven. Cependant, le contre-coup de la régénération semble avoir totalement coloré la peau de Lars en rose... |                   |                                                                     |                                       |                                       |
| 5 | 133               | Les Élections Dewey Wins                                            | 15 décembre 2017                      | 10 juin 2018                          |
| Après que Connie fut repartie chez elle en reprochant à Steven de s'être soumis au Monde des Gemmes malgré tous leurs entraînements ensemble, ce dernier doit aider le maire Dewey à calmer les habitants après les récents enlèvements. |                   |                                                                     |                                       |                                       |
| 6 | 134               | Le décalage lumière Gemcation                                       | 15 décembre 2017                      | 10 juin 2018                          |
| Perturbé par le silence de Connie après leur dernière conversation, Steven se sent très mal, prétextant que c'est à cause des voyages spatiaux. Greg et les Gemmes l'emmènent donc en vacances afin de l'aider à se relaxer. |                   |                                                                     |                                       |                                       |
| 7 | 135               | La grange volante Raising the Barn                                  | 22 décembre 2017                      | 10 juin 2018                          |
| Alors qu'il espère que Connie l'appelle, Steven reçoit un appel de Péridot et Lapis Lazuli pour prendre de ses nouvelles. Malheureusement, le fait que Steven ait fui le Monde des Gemmes effraie Lapis, qui a peur qu'une nouvelle guerre des Gemmes n'éclate. |                   |                                                                     |                                       |                                       |
| 8 | 136               | Un jardin à la Garderie Back to the Kindergarten                    | 22 décembre 2017                      | 10 juin 2018                          |
| Anéantie par le départ de Lapis Lazuli et de la grange, Péridot est amenée par Steven et Améthyste à la première Garderie dans le but de la remettre à neuf. |                   |                                                                     |                                       |                                       |
| 9 | 137               | Sadie Killer                                                        | 29 décembre 2017                      | 10 juin 2018                          |
| Steven rejoint Buck, Jenny et Crème Fraîche pour former un groupe de musique et tente de persuader une Sadie épuisée et déprimée par l'absence de Lars de venir les écouter. |                   |                                                                     |                                       |                                       |
| 10 | 138               | La fête de Kevin Kevin Party                                        | 29 décembre 2017                      | 16 juin 2018                          |
| Kevin organise une fête et souhaite inviter Steven et Connie pour qu'ils reforment Stevonnie, la seule personne qu'il considère plus cool que lui-même. Steven comprend qu'il a désormais une chance de se réconcilier avec sa meilleure amie. |                   |                                                                     |                                       |                                       |
| 11 | 139               | Lars des étoiles (1/2) Lars of the Stars                            | 5 janvier 2018                        | 16 juin 2018                          |
| Steven et Connie partent ensemble au secours de Lars et des Bizzaroïdes, toujours bloqués sur le Monde des Gemmes. Cependant, ils vont s'apercevoir que le groupe de fugitifs n'a pas chômé pendant l'absence de Steven. |                   |                                                                     |                                       |                                       |
| 12 | 140               | Lune hostile (2/2) Jungle Moon                                      | 5 janvier 2018                        | 16 juin 2018                          |
| Après que le vaisseau modifié de Lars se soit écrasé sur une planète inconnue au cours du combat contre Émeraude, Stevonnie se retrouve séparé des autres et doit survivre dans une étrange jungle en attendant les secours. |                   |                                                                     |                                       |                                       |
| 13 | 141               | L'histoire de Rose Quartz Your Mother and Mine                      | 9 avril 2018                          | 16 juin 2018                          |
| Steven revient prendre des nouvelles de Lars et de son équipage, tout en proposant à Grenat de rencontrer ses nouvelles amies Gemmes très-prochainement-terriennes. |                   |                                                                     |                                       |                                       |
| 14 | 142               | Le Concert The Big Show                                             | 16 avril 2018                         | 16 juin 2018                          |
| Tandis que Sadie, Jenny, Buck et Crème Fraîche envisagent de devenir un groupe de musique populaire, Steven propose de réaliser un documentaire sur eux pour préparer leur avenir dans le milieu. |                   |                                                                     |                                       |                                       |
| 15 | 143               | Le grand plongeon Pool Hopping                                      | 23 avril 2018                         | 17 juin 2018                          |
| Grenat décidant pour une fois de ne pas compter sur ses visions et souhaitant faire des expériences improbables, Steven l'aide à expérimenter des situations relativement insolites pour une Gemme. |                   |                                                                     |                                       |                                       |
| 16 | 144               | Lettres à Lars Letters to Lars                                      | 30 avril 2018                         | 17 juin 2018                          |
| Steven se met en tête de compiler tous les récents changements survenus à Plage-Ville pour préparer le futur retour de Lars sur Terre, pendant que ce dernier cherche toujours la mine astéroïde de Diamant Jaune. |                   |                                                                     |                                       |                                       |
| 17 | 145               | Retour impossible (1/8) Can't go back                               | 7 mai 2018                            | 17 juin 2018                          |
| Ronaldo aperçoit quelque chose d'étrange sur la Lune et le montre à Steven. Ce dernier, sachant de quoi il retourne, s'empresse d'aller sur place pour retrouver Lapis Lazuli. |                   |                                                                     |                                       |                                       |
| 18 | 146               | Dans la perle de Perle (2/8) A Single Pale Rose                     | 7 mai 2018                            | 17 juin 2018                          |
| Le téléphone de Perle agissant de façon étrange, Perle demande à Steven de le retrouver à l'intérieur de sa gemme. Mais en remontant les souvenirs de Perle, Steven assistera à la scène la plus bouleversante de sa vie. |                   |                                                                     |                                       |                                       |
| 19 | 147               | Et tout s'effondre (3/8) Now we're only falling apart               | 2 juillet 2018                        | 11 décembre 2018                      |
| Lorsque Grenat défusionne et que Saphir, folle furieuse que Rose leur ait menti, met fin à sa relation avec Rubis, Perle se doit de contextualiser les motivations de Rose. Elle raconte alors à Saphir et Steven comment Diamant Rose est devenue Rose Quartz. |                   |                                                                     |                                       |                                       |
| 20 | 148               | Qu'est-ce qui ne va pas ? (4/8) What's your problem?                | 3 juillet 2018                        | 11 décembre 2018                      |
| Améthyste et Steven explorent Plage-Ville à la recherche de Rubis. Mais cette quête devient rapidement un échange entre Steven et Améthyste qui remettent en cause les actions de Rose Quartz et l'héritage douloureux qu'elle leur a laissé. |                   |                                                                     |                                       |                                       |
| 21 | 149               | La Question (5/8) The Question                                      | 4 juillet 2018                        | 11 décembre 2018                      |
| Steven et Améthyste retrouve Rubis qui, sur les encouragements de Greg, décide de vivre sa propre vie. Elle est désormais une cow-boy qui s'aventure dans le Far-West avec Améthyste en guise de monture. |                   |                                                                     |                                       |                                       |
| 22 | 150               | Demoiselle d'honneur (6/8) Made of honor                            | 5 juillet 2018                        | 11 décembre 2018                      |
| Les Gemmes de Cristal sont en pleine préparation de la cérémonie de mariage lorsque Saphir exprime ses regrets de ne pas avoir toutes ses amies à ses côtés. Steven prend alors la décision d’ajouter Bismuth à la liste des invités. |                   |                                                                     |                                       |                                       |
| 23-24 | 151-152           | Réunis (7/8)-(8/8) Reunited                                         | 6 juillet 2018                        | 11 décembre 2018                      |
| Le mariage de Rubis et Saphir est enfin sur le point d'avoir lieu, et de nombreux invités ont répondu à l'appel. Malheureusement pour eux, les Diamants s’invitent au mariage, en quête de faire éclore l'Assemblage. Les Gemmes de Cristal au grand complet doivent désormais mobiliser toutes leurs forces dans un affrontement titanesque pour protéger leur maison, leurs amis et leur famille. |                   |                                                                     |                                       |                                       |
| 25 | 153               | Enjambée vers le Monde des Gemmes (1/8) Legs from Here to Homeworld | 17 décembre 2018                      | 22 juin 2019                          |
| Alors que les Diamants reconnaissent enfin Steven comme la forme actuelle de Diamant Rose, ce dernier leur montre le résultat de leur assaut final pendant la Guerre. Malheureusement, pour "soigner" la corruption, il leur faudrait demander l'assistance de Diamant Blanc, restée sur le Monde des Gemmes. |                   |                                                                     |                                       |                                       |
| 26 | 154               | Familier (2/8) Familiar                                             | 24 décembre 2018                      | 22 juin 2019                          |
| Envoyé dans la chambre de Diamant Rose, Steven commence à réfléchir à un autre moyen de pouvoir parler en tête à tête avec Diamant Blanc, ainsi que sur la manière dont sa mère se comportait sur son Monde d'origine. Il profitera des convocations de Diamant Jaune et Bleu pour leur demander conseil. |                   |                                                                     |                                       |                                       |
| 27 | 155               | Seuls à plusieurs Together Alone (3/8)                              | 31 décembre 2018                      | 22 juin 2019                          |
| Steven propose à Diamant Bleu et Jaune d'organiser un bal, dans l'objectif de réunir les Diamants et de pouvoir parler à Diamant Blanc de la corruption. Bien que Bleu et Jaune approuvent l'idée, l'éducation terrienne de Steven risque de rendre la mise en place de la fête assez compliquée. |                   |                                                                     |                                       |                                       |
| 28 | 156               | Évasion (4/8) Escapism                                              | 7 janvier 2019                        | 22 juin 2019                          |
| Steven et Connie ont été enfermés par Diamant Jaune dans une tour apparemment inviolable. Pris au piège, Steven a alors l'idée d'utiliser sa projection astrale pour contacter Bismuth. |                   |                                                                     |                                       |                                       |
| 29-32 | 157-160           | Change ta vision du monde (5/8)-(8/8) Change Your Mind              | 21 janvier 2019                       | 22 juin 2019                          |
| Alors qu'elle rend visite à Steven dans l'espoir de faire revenir « Diamant Rose » à la raison, Diamant Bleu est profondément touchée par la plaidoirie de Steven et Connie et réalise à quel point Rose avait souffert de sa vie sur le Monde des Gemmes. Bleu accepte d'aider Steven à repartir sur Terre avec ses amis, mais ils doivent d'abord les récupérer des mains de Diamant Jaune, que Steven et Bleu devront également convaincre. De son côté, Diamant Blanc observe, et ne reculera devant rien pour ramener la « vraie » Diamant Rose à ses côtés... |                   |                                                                     |                                       |                                       |

## Steven Universe: Le Film (2019)
Les évènements du film se déroulent deux ans après l’épisode Change ta vision du monde. (1 heure 22) 
| Titre français / Titre original | Date de première diffusion originale | Date de première diffusion française |
| --- | ------------------------------------ | ------------------------------------ |
| Steven Universe : Le Film Steven Universe: The Movie | 2 septembre 2019                     | 27 octobre 2019                      |
| Steven pense que l'époque où il devait défendre la Terre est révolue, mais lorsqu'une nouvelle menace du nom de Spinelle débarque à Plage-Ville, Steven doit faire face à son plus grand défi jamais relevé. Sans ses pouvoirs il doit remémorer Améthyste, Perle et Grenat de tout ces moments passés ensemble. |                                      |                                      |

## Steven Univers Futur (2019-2020)
| No. dans la série | Titres français / Titres originaux                 | Dates de première diffusion originaux | Dates de première diffusion française |
| --- | -------------------------------------------------- | ------------------------------------- | ------------------------------------- |
| 1 | La petite école des Gemmes Little Homeschool       | 7 décembre 2019                       | 28 décembre 2019                      |
| Les Gemmes de Cristal ouvrent une école où elles expliquent aux Gemmes débutantes comment vivre dans la nouvelle Ère de liberté instaurée grâce à Steven. Mais ce dernier s'inquiète du sort d'une certaine Gemme qui refuse de vouloir s'intégrer..., Jaspe.                                            |                                                    |                                       |                                       |
| 2 | Conseils d'orientation Guidance                    | 7 décembre 2019                       | 28 décembre 2019                      |
| Améthyste ouvre un programme d’entraide dans le but de proposer à d'autres Gemmes de s'intégrer à la vie active au sein de Plage-Ville, mais Steven n'est pas tout à fait convaincu de sa façon de procéder.                                                                                             |                                                    |                                       |                                       |
| 3 | L'éclosion des roses Rose Bud                      | 7 décembre 2019                       | 28 décembre 2019                      |
| Alors que Steven reçoit une visite de la part de vieux amis du Zoo humain, il va également faire la rencontre de nouvelles Gemmes pourtant un peu trop familières à son goût : Les Roses Quartz. |                                                    |                                       |                                       |
| 4 | Volley-ball Volleyball                             | 7 décembre 2019                       | 28 décembre 2019                      |
| Tandis que Steven organise des séances médicales pour Gemmes, il reçoit la visite de Perle Rose, désormais libérée de Diamant Blanc et cherchant à réparer son œil droit. Malheureusement, la tâche s’avérera plus ardue que prévu, et la vérité, plus difficile à encaisser avec Perle.                 |                                                    |                                       |                                       |
| 5 | Azurite-Malachite Bluebird                         | 14 décembre 2019                      | 28 décembre 2019                      |
| Perle, Améthyste et Grenat organisent une fête de bienvenue pour une nouvelle arrivante sur Terre : Azurite-Malachite, fusion gentille et serviable de Œil de Rubis et d'Aigue-marine. Mais Steven, lui, se méfie de ses véritables intentions...                                                        |                                                    |                                       |                                       |
| 6 | Un épisode très spécial A Very Special Episode     | 14 décembre 2019                      | 28 décembre 2019                      |
| Quartz Arc-en-ciel 2.0 a promis à Octave de passer la journée avec lui le même jour où Pierre Soleil a prévu un séminaire de sécurité pour Gemmes. Comment Steven va-t-il faire pour être à deux endroits, et deux fusions, à la fois ?                                                                  |                                                    |                                       |                                       |
| 7 | Jour de neige Snow Day                             | 21 décembre 2019                      | 26 juin 2021                          |
| Trop occupé par son travail à la petite école des Gemmes, Steven n'a plus vraiment l'occasion ni l'envie de passer son peu de temps libre avec Améthyste, Perle et Grenat. Ces dernières vont donc forcer Steven à s'amuser avec elles au jeu de Chat Steven.                                            |                                                    |                                       |                                       |
| 8 | La vie en bleu Why So Blue ?                       | 21 décembre 2019                      | 26 juin 2021                          |
| Pendant qu'ils explorent une planète, Steven et Lapis-Lazuli font la rencontre de deux autres Lapis en train de la terraformer. Steven va alors tenter de les convaincre d'arrêter leur destruction. |                                                    |                                       |                                       |
| 9 | La fête de fin d'études Little Graduation          | 28 décembre 2019                      | 26 juin 2021                          |
| Une fête est organisée à Plage-ville pour célébrer la fin de cursus pour le groupe des Bizarroïdes. Malheureusement, Steven apprend pour son grand malheur que Sadie n'est pas en couple avec Lars et que ce dernier souhaite retourner voyager dans l'espace...                                         |                                                    |                                       |                                       |
| 10 | Problème épineux Prickly Pair                      | 28 décembre 2019                      | 26 juin 2021                          |
| Après son départ en tant que moniteur de l'école des Gemmes, Steven s'est refermé chez lui et a commencé un élevage de plantes. Perdu dans ses pensées et ses réflexions, il donne accidentellement vie à l'un de ses cactus.                                                                            |                                                    |                                       |                                       |
| 11 | Rêves en série In Dreams                           | 6 mars 2020                           | 26 juin 2021                          |
| Steven invite Péridot à regarder avec lui le reboot de la série télévisée du Camps des Cœurs brisés. Tandis que Péridot est dégoûtée par le résultat, les deux compères s'aperçoivent que les pouvoirs de Steven lui permettent de diffuser et enregistrer ses rêves via la TV.                          |                                                    |                                       |                                       |
| 12 | Garder l'équilibre Bismuth Casual                  | 6 Mars 2020                           | 26 juin 2021                          |
| Perle invite Bismuth à l'accompagner en soirée sur une piste de rollers avec Steven et Connie. Mais alors que Connie y retrouve des camarades de classe, Steven se rend compte qu'il a désormais du mal à faire la conversation avec d'autres humains de son âge.                                        |                                                    |                                       |                                       |
| 13 | Ensemble pour la vie (1/8) Together Forever        | 13 Mars 2020                          | 26 juin 2021                          |
| Steven déprime à l'idée de voir Connie s'éloigner tandis qu'elle envisage de continuer ses études loin de Plage-ville. Il décide de demander de l'aide à Rubis et Saphir, qui vont lui mettre en tête une décision plutôt étonnante...                                                                   |                                                    |                                       |                                       |
| 14 | Une douleur grandissante (2/8) Growing pains       | 13 mars 2020                          | 27 juin 2021                          |
| Steven a un nouveau problème : des parties de son corps grandissent et rétrécissent aléatoirement. Connie lui propose de se rendre visite à sa mère à l'hôpital afin de chercher une solution à ce dysfonctionnement.                                                                                    |                                                    |                                       |                                       |
| 15 | Sur la route (3/8) Mr Universe                     | 20 mars 2020                          | 27 juin 2021                          |
| Le moral de Steven ne s'arrange pas depuis sa sortie d'hôpital. Greg lui propose alors une virée entre père et fils le long des routes de Delmarva... qui les mènera jusqu'à la maison des parents de Greg.                                                                                              |                                                    |                                       |                                       |
| 16 | La revanche (4/8) Fragments                        | 20 mars 2020                          | 27 juin 2021                          |
| Frustré que les Gemmes estiment que Steven devrait leur parler de ses problèmes, il s’enfuit de chez lui pour se réfugier au dernier endroit où l'on penserait le trouver... Le territoire de Jaspe. |                                                    |                                       |                                       |
| 17 | Entretiens avec les Diamants (5/8) Homeworld Bound | 23 mars 2020                          | 27 juin 2021                          |
| Après avoir laissé tomber Grenat, Perle, Améthyste et Jaspe derrière lui, Steven va demander de l’aide au près de Spinelle et des Diamants pour essayer de reprendre le contrôle de lui-même. |                                                    |                                       |                                       |
| 18 | Tout va bien (6/8) Everything's Fine               | 27 mars 2020                          | 27 juin 2021                          |
| De retour du Monde des Gemmes, Steven annonce sans arrêt qu’il va bien à tout le monde. Mais la pagaille qu’il va involontairement causer à l'École des Gemmes risque d'être la dernière goutte à faire déborder son vase...                                                                             |                                                    |                                       |                                       |
| 19 | Je suis un monstre (7/8) I Am My Monster           | 27 mars 2020                          | 27 juin 2021                          |
| Incapable d'encaisser plus de traumatismes psychologiques, Steven se retrouve transformé en monstre corrompu gigantesque. Les Gemmes de Cristal, Connie, Les Diamants, Spinelle et même l’assemblage cherchent alors un moyen de lui redonner son apparence normale.                                     |                                                    |                                       |                                       |
| 20 | Le futur (8/8) The Future                          | 27 mars 2020                          | 27 juin 2021                          |
| Il est bientôt temps pour les habitants de Plage-Ville, aux Gemmes de Cristal et à Steven de se dire au revoir. Pensant que les Gemmes ne sont pas inquiètes de voir Steven quitter Plage-Ville pour vivre sa vie, Steven offre à chacune d’entre elles des cadeaux afin qu’elles se souviennent de lui. |                                                    |                                       |                                       |

## Courts-métrages Saison 2 (2015)
| No. dans la saison | Titres français / Titres originaux                                | Dates de première diffusion originaux | Dates de première diffusion française |
| --- | ----------------------------------------------------------------- | ------------------------------------- | ------------------------------------- |
| 1 | La Chanson des Gemmes Full opening "We Are the Crystal Gems"      | 10 juillet 2015                       | 4 mars 2016                           |
| Version intégrale du nouveau générique complet de la série, mettant en scène les Gemmes de Cristal et Steven depuis son jeune âge jusqu'aux derniers événements de la fin de la saison 1. |                                                                   |                                       |                                       |
| 2 | Qu'est-ce qu'une Gemme ? The Classroom Gem : What Are Gems?       | 6 juillet 2015                        | 29 Janvier 2016                       |
| L'école des Gemmes : Perle enseigne ce que sont les Gemmes et quelles sont leurs particularités.                                                                                          |                                                                   |                                       |                                       |
| 3 | D'où viennent les Gemmes ? The Classroom Gem : How Are Gems Made? | 1 octobre 2015                        | 12 février 2016                       |
| L'école des Gemmes : Améthyste explique comment les Gemmes sont fabriquées et quelles sont leurs origines.                                                                                |                                                                   |                                       |                                       |
| 4 | La Fusion The Classroom Gem : Fusion                              | 2 novembre 2015                       | 26 Février 2016                       |
| L'école des Gemmes : Grenat décrit le phénomène de la fusion et ce qui en résulte. |                                                                   |                                       |                                       |
| 5 | Le Sac de voyage Hot-Dog Unboxing                                 | 22 octobre 2015                       | 5 février 2016                        |
| Steven réalise une vidéo de test marchandise pour un sac de voyage fantaisie en forme de hot-dog, pendant que les Gemmes repartent chasser la "Fouine" dans le temple.                    |                                                                   |                                       |                                       |
| 6 | Le Lion aime entrer dans les Boites Lion Love to Fit in a Box     | 28 mai 2015                           | 19 février 2016                       |
| Steven filme le Lion dans sa quête de la boite parfaite. |                                                                   |                                       |                                       |

## Courts-métrages Saison 4
| No. dans la saison | Titre français / (Titre original)            | Date de première diffusion | Date de première diffusion française |
| --- | -------------------------------------------- | -------------------------- | ------------------------------------ |
| 7 | Aux fourneaux avec le Lion Cooking with Lion | 3 octobre 2016             | 14 avril 2017                        |
| Steven explique comment réaliser un de ses plats favoris avec le soutien de son Lion.                                                                                  |                                              |                            |                                      |
| 8 | Le Karaoké Gem Karaoke                       | 3 octobre 2016             | 28 avril 2017                        |
| Steven, Connie et les Gemmes reprennent en chœur la chanson favorite de Sadie.                                                                                         |                                              |                            |                                      |
| 9 | Tristesse au petit-dej' Steven React         | 3 octobre 2016             | 5 mai 2017                           |
| Steven commente en live le nouvel épisode de sa série favorite "Tristesse au p'tit dej"                                                                                |                                              |                            |                                      |
| 10 | Le Video Chat des Gemmes Video Chat          | 3 octobre 2016             | 21 avril 2017                        |
| Steven tente une communication via webcam avec Péridot, tandis que la pauvre Lapis Lazuli le croit emprisonné dans l'ordinateur.                                       |                                              |                            |                                      |
| 11 | La chanson de Steven Steven's Song Time      | 3 octobre 2016             | 12 mai 2017                          |
| Steven partage une chanson qu'il a composée pour soulager son ressentiment vis-à-vis de ce qu'il a appris de Rose Quartz sur la base lunaire, peu de temps auparavant. |                                              |                            |                                      |

## Gros plan
| No. dans la saison | Titre français / (Titre original)          | Date de première diffusion | Date de première diffusion française |
| --- | ------------------------------------------ | -------------------------- | ------------------------------------ |
| 1 | Gros plan sur... Steven /                  | /                          | 5 juillet 2017                       |
| Aujourd’hui nous parlons du personnage principal de la série, Steven, fils de Rose Quartz et de Greg Universe ami avec les Gemmes de Crystal.                                                                          |                                            |                            |                                      |
| 2 | Gros plan sur... Rose & Greg /             | /                          | 12 juillet 2017                      |
| Gros plan sur le couple Greg et Rose, parents de Steven et du côté des Gemmes de Crystal. |                                            |                            |                                      |
| 3 | Gros plan sur... Perle /                   | /                          | 18 juillet 2017                      |
| Intéressons-nous à Perle, qui était au service de Diamant Rose et qui défendait Rose Quartz avec Grenat. |                                            |                            |                                      |
| 4 | Gros plan sur... Améthyste /               | /                          | 26 juillet 2017                      |
| Aujourd’hui, Gros plan sur Améthyste, de même origine que Jaspe et ami au Gemmes de Crystal. |                                            |                            |                                      |
| 5 | Gros plan sur... Les Fusions /             | /                          | 2 août 2017                          |
| Nous allons nous intéresser aux fusions. Pas uniquement Grenat mais Opal, Lavulite, Alexandrite, Stevonnie, Sardonyx, Quartz Fumé, Toutes les fusions des Gemmes de Crystal à partir de la fin de la troisième saison. |                                            |                            |                                      |
| 6 | Gros plan sur... Grenat /                  | /                          | 9 août 2017                          |
| Aujourd’hui, discussion sur la fusion de Ruby et Saphir, Grenat. |                                            |                            |                                      |
| 7 | Gros plan sur... Les Gemmes de Homeworld / | /                          | 16 août 2017                         |
| |                                            |                            |                                      |